# Изяслав Микулич
Изясла́в Мику́лич (Никола́евич) (ум. 1184) — русский князь из ветви Изяславичи Полоцкие династии Рюриковичей. Сын Микулы (Николая) Давыдовича вместе с логожским князем Всеславом (по другой версии, он является внуком изяславского князя Володши через его сына Брячислава).
В 1181 году участвовал в междоусобице Святослава Черниговского и Давыда Смоленского — об этом рассказано в «Слове о полку Игореве». Согласно этому источнику, между Давыдом, Глебом Друцким и черниговскими князьями состоялась битва, на которой не было Святослава, и он поспешил на помощь своим союзникам, встретив по пути нескольких полоцких князей, в числе которых был Изяслав Микулич. В союзе с ними Святослав и выиграл битву. 
В 1184 году, согласно летописи, Изяслав погиб в битве с половцами. О его потомстве и уделе, которым он владел, ничего неизвестно.